# Johann Sebastian Staedtler
Johann Sebastian Staedtler (* 1800 in Nürnberg; † 1872 ebenda) war ein deutscher Bleistiftfabrikant und Erfinder des holzgefassten Farb- bzw. Buntstiftes auf Ölkreidebasis.

## Leben

### Ausbildung und Familie
Johann Sebastian Staedtler, ältester Sohn des Nürnberger Bleistiftfabrikanten Paulus Staedtler (1779–1852), erlernte die Herstellung von Blei- und Rötelstiften bei seinem Vater. Da die Herstellung von Bleistiften nach dem Übergang der Reichsstadt Nürnberg an das Königreich Bayern zu den freien Gewerben zählte, erfolgte seine Ausbildung nicht im Rahmen einer mit einer Gesellenprüfung abgeschlossenen handwerklichen Lehre. Nach Bewilligung seines Niederlassungsgesuchs vom 30. Dezember 1824 durch den Magistrat der Stadt Nürnberg heiratete er die Tünchergesellentochter Magdalena Neubauer. Gemeinsam gründeten sie einen Hausstand in Wöhrd bei Nürnberg. Aus der Ehe gingen vier Söhne, Johann Georg der Ältere (1822–1872), Wolfgang (1825–1885), Johann Georg der Jüngere (1832–1876) und Abraham Jakob der Ältere (1835–1882) hervor. Mitte der 1830er Jahre zog die Familie zurück in die Nürnberger Altstadt und erwarb ein zur Bleistiftfabrikation geeignetes Haus, Herzgässchen 8. 1837 zog die Familie in die Johannisgasse 13/15.

### Erfindung des Farbstifts

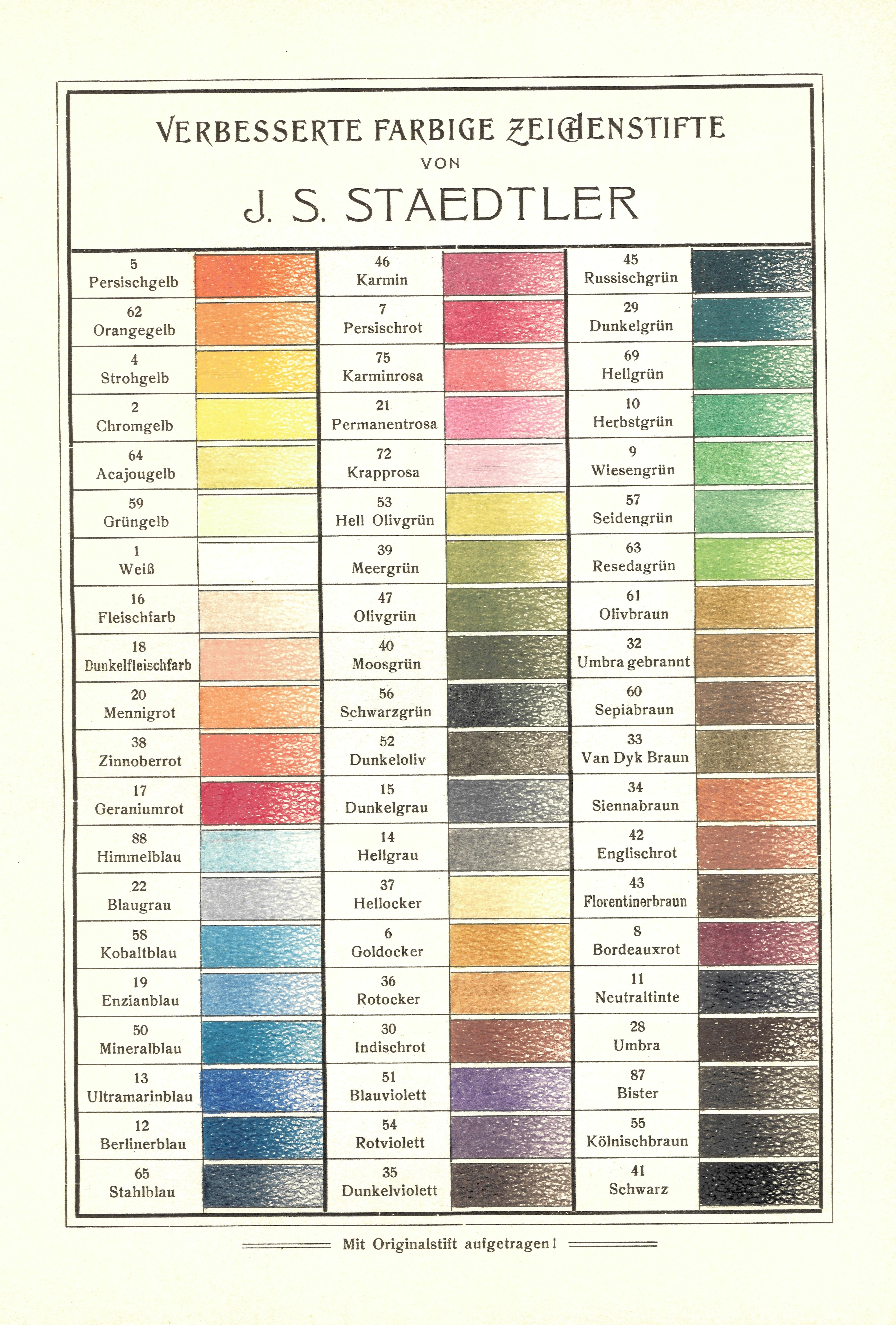
Farbtafel der von J.S. Staedtler lieferbaren Farbstifte.

Johann Sebastian Staedtler gelang es nach vielfachen Versuchen 1834, einen holzgefassten roten Farbstift herzustellen, der sich „gleich Bleistiften auf das Feinste spitzen“ ließ und eine konstante Farbigkeit und Härte aufwies. Seine Entwicklung machte er am 26. Februar 1834 im Der Korrespondent von und für Deutschland öffentlich. Er hatte ein Verfahren zur Herstellung zunächst roter, dann verschiedenfarbiger Ölkreideminen entwickelt, in dem Farbpigmente mit Bindemitteln vermischt, mehrmals gemahlen, gepresst, im Ofen getrocknet und die Minen abschließend mit Wachs imprägniert wurden. Die Ölkreideminen bildeten durch Bindemittel einen geschlossenen Körper und lieferten einen auf Papier fest haftenden Abstrich. Der Einsatz von Bindemitteln und die Imprägnierung mit Wachs waren die entscheidenden technologischen Schritte vom Rötel- und Pastellkreidestift, die sich wegen der Brüchigkeit ihrer Minen schlecht spitzen ließen und zum Schreiben ungeeignet waren, zur Grundform des heutigen Farb- oder Buntstifts. Damit gilt Johann Sebastian Staedtler als der Erfinder des Farb- und Buntstiftes.

### Unternehmensgründung
Johann Sebastian Staedtler arbeitete bis 1835 im Unternehmen seines Vaters in der Engelhardtsgasse in Nürnberg, das in den 1830er Jahren etwa 40 Personen beschäftigte. 1835 machte er sich selbstständig, nachdem er eine Prüfung für die Führung einer Bleistiftfabrik abgelegt hatte. Das bayerische Gewerbegesetz von 1825 legte das Bestehen einer Befähigungsprüfung als Voraussetzung für den Erhalt einer Gewerbekozession fest. Am 8. Oktober 1835 erhielt er die Gewerbekonzession zur Bleistiftfabrikation und gründete die Firma „J.S. Staedtler“.

### Bleistiftfabrikant

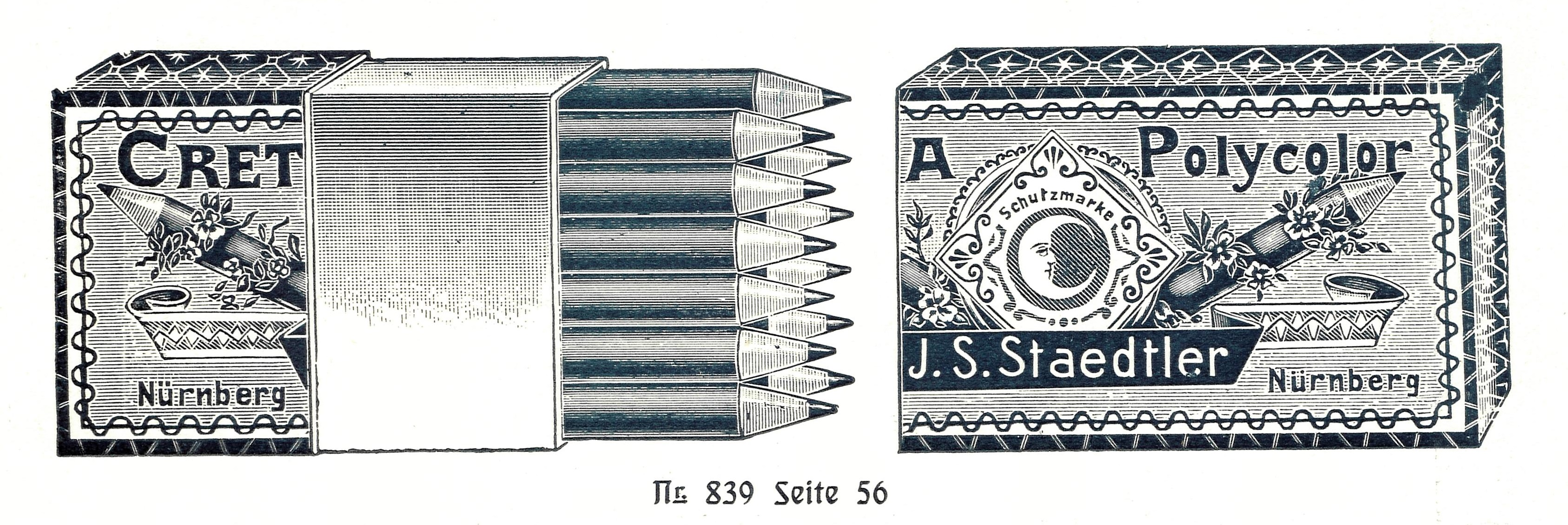
Creta Polycolor Farbstifte in Dutzendschachtel.

Das Unternehmen „J.S. Staedtler“ stellte neben Bleistiften zunächst rote Farbstifte nach dem von Johann Sebastian Staedtler entwickelten Verfahren her, spätestens ab 1844 Farbstifte in verschiedenen Farben. Für die Farbstifte führte das Unternehmen in den 1850er Jahren die Produktmarke „Creta Polycolor“ ein.
Im Herstellungsprozess vollzog Johann Sebastian Staedtler den Schritt von der handwerklichen zur industriellen Fertigung. Wasserkraft trieb die Mahl- und Schneidemaschinen des Unternehmens an. Hierzu hatte Johann Sebastian Staedtler das obere Wasserrad Nr. 2 der Rotschmiedsmühle an der Pegnitz in Nürnberg erworben. Mit einer Schneidemaschine, zwei Graphitmahlmühlen und einer Bleipresse übernahm Staedtler 1843 weitere Maschinen aus der Insolvenzmasse der seit September 1836 von seinem Bruder Christian Friedrich Staedtler weitergeführten elterlichen Bleistiftfabrik „Paul Staedtler & Sohn“.
Absatzgebiet der Blei- und vor allem der Farbstifte war das Gebiet des deutschen Zollvereins. Zur Absatzförderung nahm das Unternehmen mehrfach an Industrieausstellungen teil, so 1840 mit 63 verschiedenen Bleistiftsorten an der Industrieausstellung Nürnberg und 1844 mit Blei-, Röthel- und Farbstiften in verschiedenen Farben an der Allgemeinen Deutschen Gewerbeausstellung in Berlin. In den 1850er Jahren nahm das Unternehmen den Export in die angrenzenden europäischen Staaten auf. In England vertrat die Agentur Mittler & Eckardt in London das Unternehmen.
1850 trat Johann Georg Staedtler der Ältere als Geschäftsführer in das Unternehmen ein. Mit Vertrag vom 31. Dezember 1855 übergaben Johann Sebastian Staedtler und seine Frau das Unternehmen an ihre drei ältesten Söhne, die es gemeinsam weiterführten.

## Bleistiftfabrik J. S. Staedtler

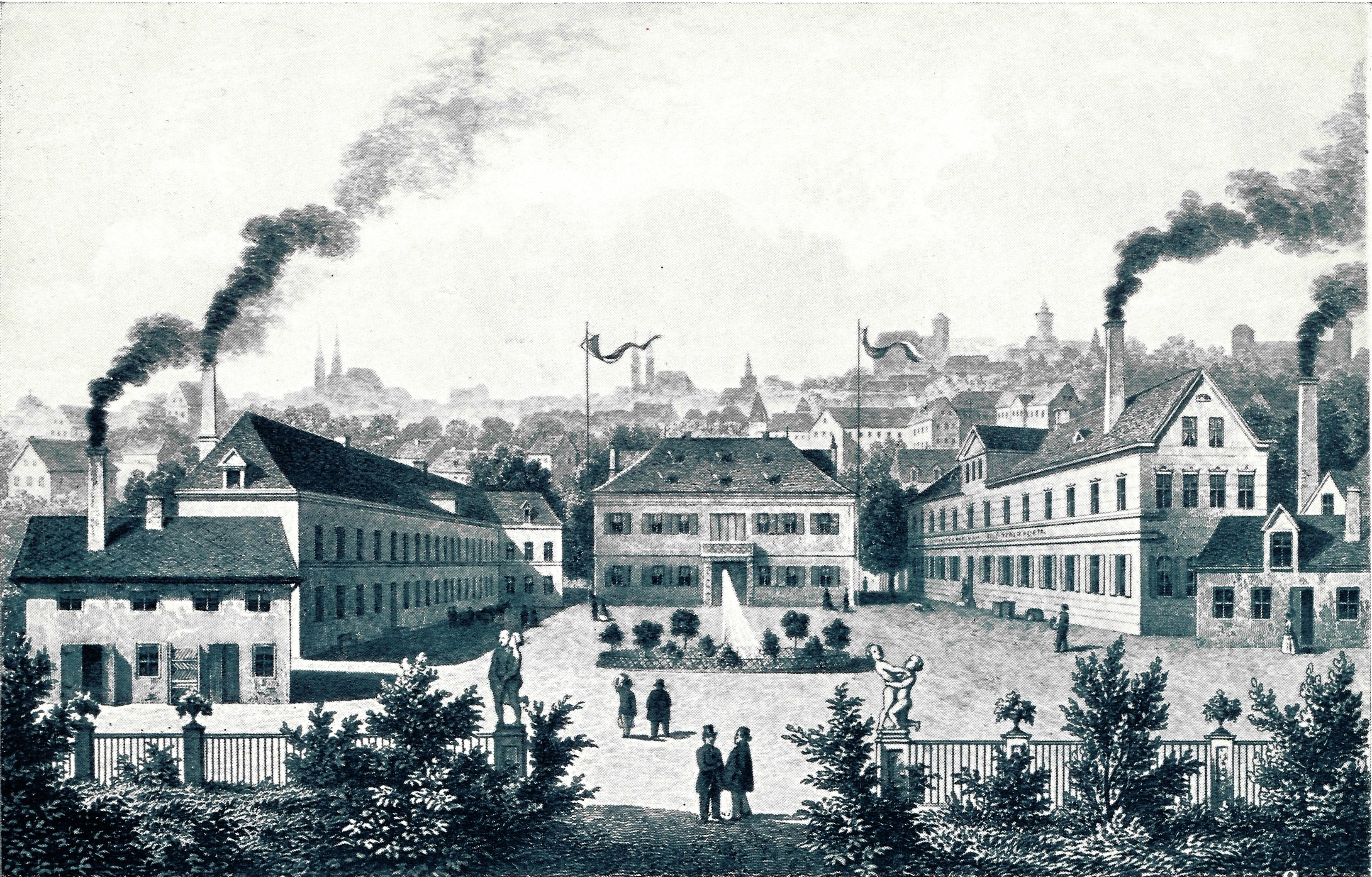
Bleistiftfabrik J.S. Staedtler 1860.

Johann Georg Staedtler der Ältere, Johann Georg Staedtler der Jüngere und 1856 auch Wolfgang Staedtler bauten das Unternehmen zu einem Fabrikunternehmen gemäß Paragraph 171 Gewerbeordnung von 1853 um. Nach Erhalt der Fabriklizenz 1854 erwarben sie in Nürnberg die Gebäude Hadermühle 23 b sowie Flaschenhof 31–34 und investierten mehr als 12.000 Gulden in die maschinelle Ausstattung der Fabrik. Als zentrale Kraftquelle stellten sie eine Dampfmaschine auf. Auch Wasserkraft wurde weiter genutzt.
Das Unternehmen konzentrierte sich auf die Herstellung von Farbstiften und stellte 1866 mit 54 Arbeitern 15.000 Gros (entsprach 2,16 Millionen Stück) verschiedenfarbige Bunt- und Bleistifte im Wert von 75.000 Gulden her. Das Unternehmen zählte damit zu den fünf großen Unternehmen der über 20 Bleistifthersteller im Nürnberger Raum. Es setzte seine Produkte im Zollvereinsgebiet, Österreich, Frankreich, England, Italien, Russland, den USA sowie „im Orient“ ab. Den internationalen Absatz spiegelt auch die Teilnahme an den Industrieausstellungen in London 1862 und Paris 1867.
1871 geriet das Unternehmen in finanzielle Schieflage und konnte sich nur über einen Vergleich retten. Johann Georg Staedtler der Jüngere übernahm bis zu seinem Tod 1876 die Geschäftsführung. Dessen Neffe Abraham Jakob der Jüngere (1852–1922) verkaufte J.S. Staedtler nach nur zweijähriger Leitung 1878 an Georg Reindel. 1880 trat Ludwig Kreutzer als Gesellschafter in das inzwischen in eine offene Handelsgesellschaft umgewandelte Fabrikunternehmen ein und baute es weiter zu einem international tätigen Unternehmen aus, heute „Staedtler Mars“.

## Bleistiftfabrik Wolfgang Staedtler & Co.
1856 trat Wolfgang Staedtler aus dem Unternehmen J.S. Staedtler aus und machte sich am Albrecht-Dürer-Platz in Nürnberg selbständig. Am 26. Juni 1857 erhielt er eine Fabrikkonzession und gründete in der Straße Am Spitzenberg das Unternehmen „Wolfgang Staedtler & Co.“ Das Unternehmen stellte mit bis zu zwölf Arbeitern hauptsächlich Farb- sowie Bleistifte her, die es vorwiegend auf dem lokalen Markt absetzte. Ausgestattet war es mit zwei Handmühlen für das Farbreiben, zwei Schneidsägen, einer Nutenstoß- sowie einer Hobelmaschine. Mit Wasserkraft betrieb das Unternehmen eine Graphitmühle in der nahen Rotschmiedsmühle an der Pegnitz in Nürnberg. 1889 übernahm mit Friedrich Wuzel ein Nichtfamilienmitglied das Unternehmen und firmierte es in eine GmbH um. 1912 erwarb und integrierte die Bleistiftfabrik J.S. Staedtler das Schwesterunternehmen.

## Auszeichnungen

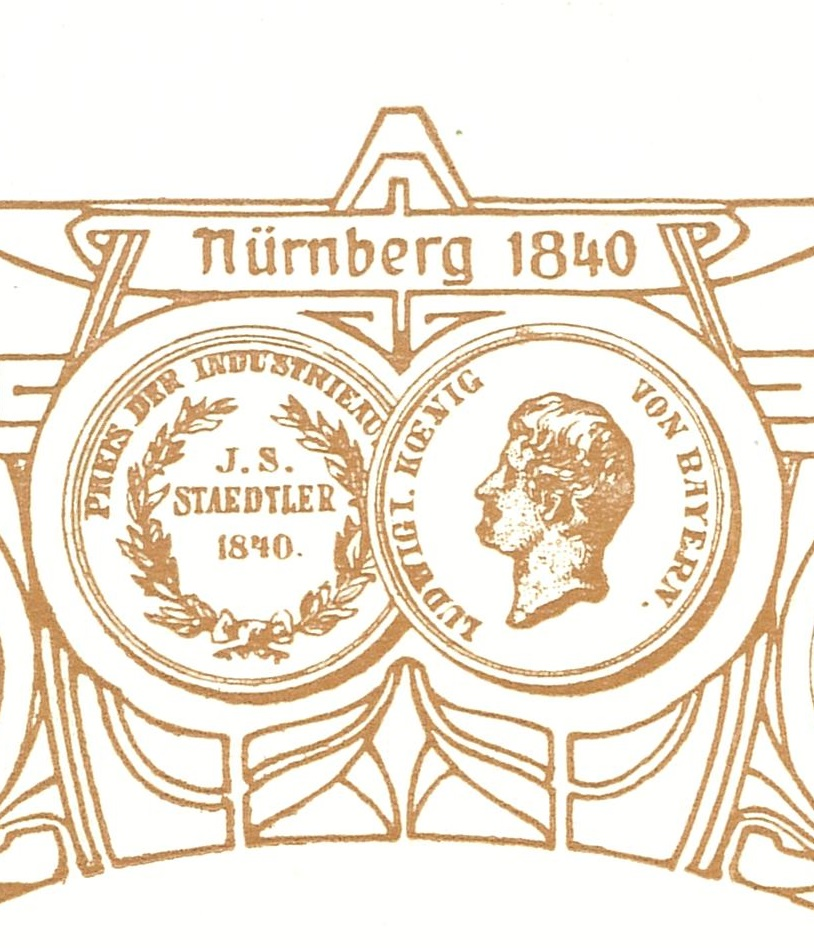
Ehrenmünze 1840.

Bei der Allgemeinen Industrieausstellung in Nürnberg 1840 erhielt Johann Sebastian Staedtler eine Ehrenmünze aufgrund der Qualität der ausgestellten Bleistifte. Für die innovativen Farbstifte auf Ölkreidebasis wurde sein Unternehmen 1844 auf der Allgemeinen Deutschen Gewerbeausstellung in Berlin mit einer Medaille ausgezeichnet.